# KGCX
KGCX (93.1 FM "Eagle 93.1") est une station de radio licenciée dans la ville de Sidney, dans l'Etat du Montana. Elle appartient au Marks Radio Group et diffuse majoritairement du classic rock.
Les studios KGCX sont situés au 213 2nd Ave SW à Sidney.
 La station s'est vu assigner l'indicatif KGCX par la Federal Communications Commission, le 3 février 2004.